# Uail
Uail, Aueil, ou Aweil (em árabe: أويل‎, transliterado: Aweil), é a capital do estado sul-sudanês de Bar-El-Gazal do Norte. A sua população situa-se por volta dos 15 mil habitantes, apesar deste valor flutuar ao longo do ano, dado que aldeões vindos do campo procuram refúgio na cidade durante as cheias da época das chuvas. A cidade hospeda uma das tendas de campanha da missão da ONU no Sudão e várias organizações não-governamentais que providenciam ajuda na região. As suas coordenadas são 8°46′48″N 27°23′24″E / 8.78°N 27.39°E / 8.78; 27.39. Os rios Lol e Pongo interceptam-se na cidade.